# 法老王猎犬
法老王猎犬（Pharaoh Hound）属于马耳他犬种。 在马耳他语中，它被称为 Kelb tal-Fenek，意思是“兔子狗”； 它传统上用于在马耳他群岛的岩石地形中狩猎兔子。考古表明，类似于法老猎犬的猎犬在中东已经存在了至少 5000 年，在地中海其他地区也存在了大约 2000 年。 它们在马耳他和巴利阿里群岛等相对偏远的地方作为独特的品种生存得特别好。 法老王猎犬以其浓郁的红色成为这些猎犬中最受欢迎的猎犬。 它通过视觉、听觉和嗅觉捕猎； 相比之下，灰狗只靠视觉狩猎。

## 历史
法老王猎犬很可能是曾经居住在阿拉伯半岛的小而柔软的狼的后代。大约 2000 年前，腓尼基商人将这个品种带到了马耳他和戈佐岛，在那里它一直保持孤立状态。 1963 年，第一批在马耳他以外出生的幼崽在英国出生。 在英国的赞助下，该品种于同年被国际犬业联合会接受为“法老王猎犬”。1974 年，英国养犬俱乐部批准了品种标准。 

## 外貌

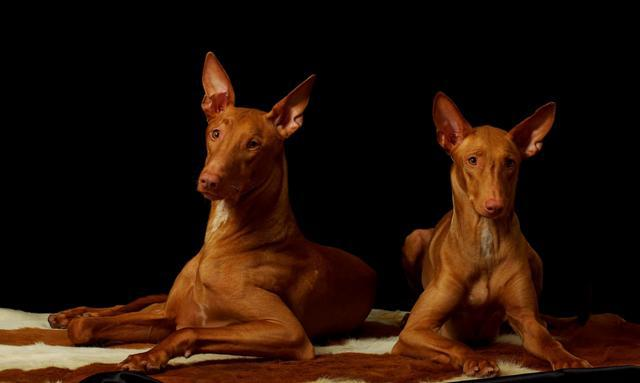
法老王猎犬

法老王猎犬苗条而头部长，被毛有光泽且短，主要是栗色或棕褐色；颈部背部、侧面、肩部或背部的白斑是不合格的特征，但尾巴尖可以允许有白色。眼睛呈琥珀色。法老王猎犬在兴奋或高兴时也有一种不寻常的“脸红”特征，它们的耳朵和鼻子会变成亮粉色。
它对疾病的遗传可能性很小，预计可以活 11 到 14 年。